# Volvo XC70
Volvo XC70 — позашляхова версія автомобіля Volvo V70, яка вийшла на ринок на початку 2000 року.

## XC70 тип P2 (2000–2007)

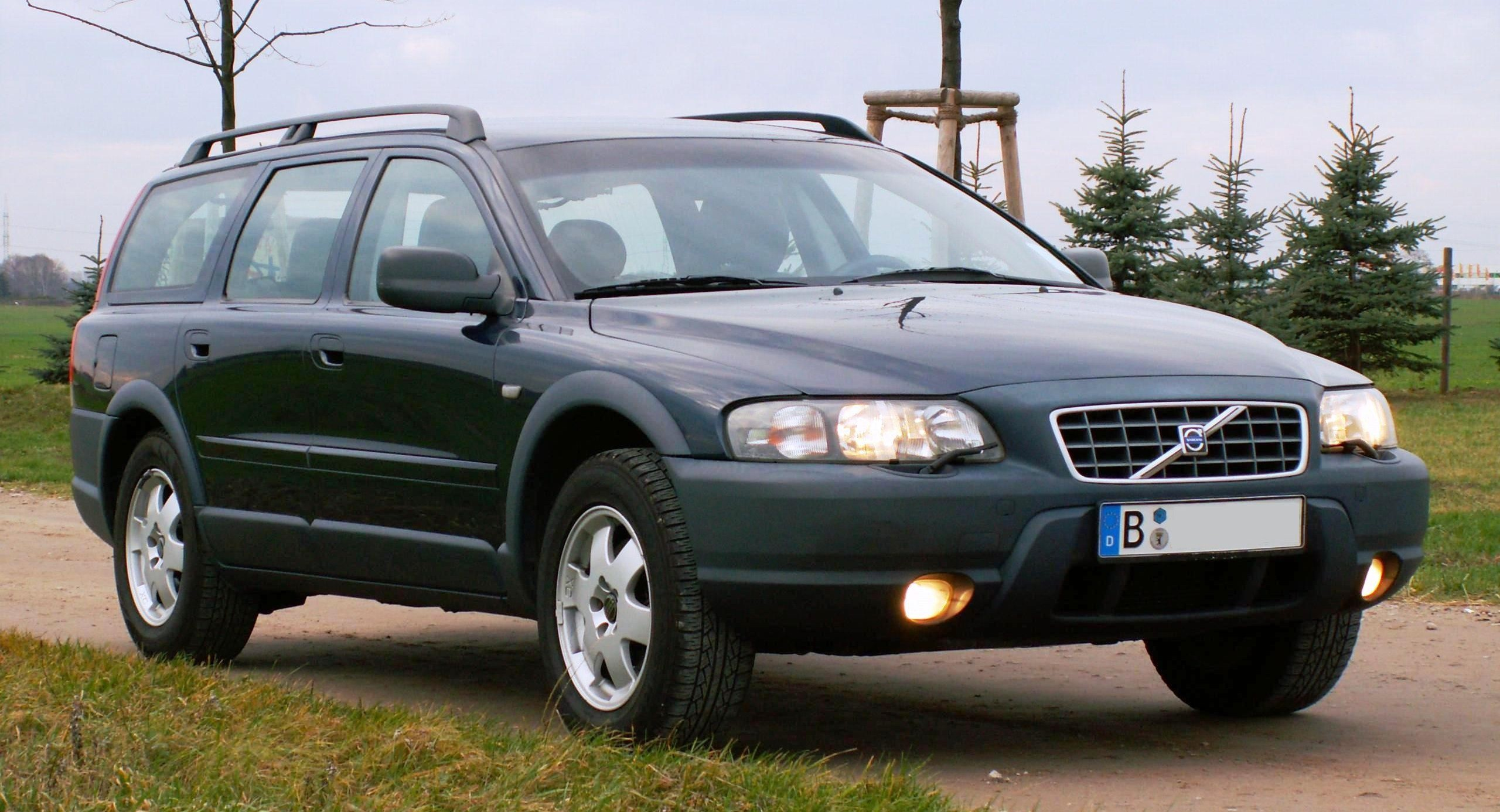
Volvo XC70 1 (2000–2004)

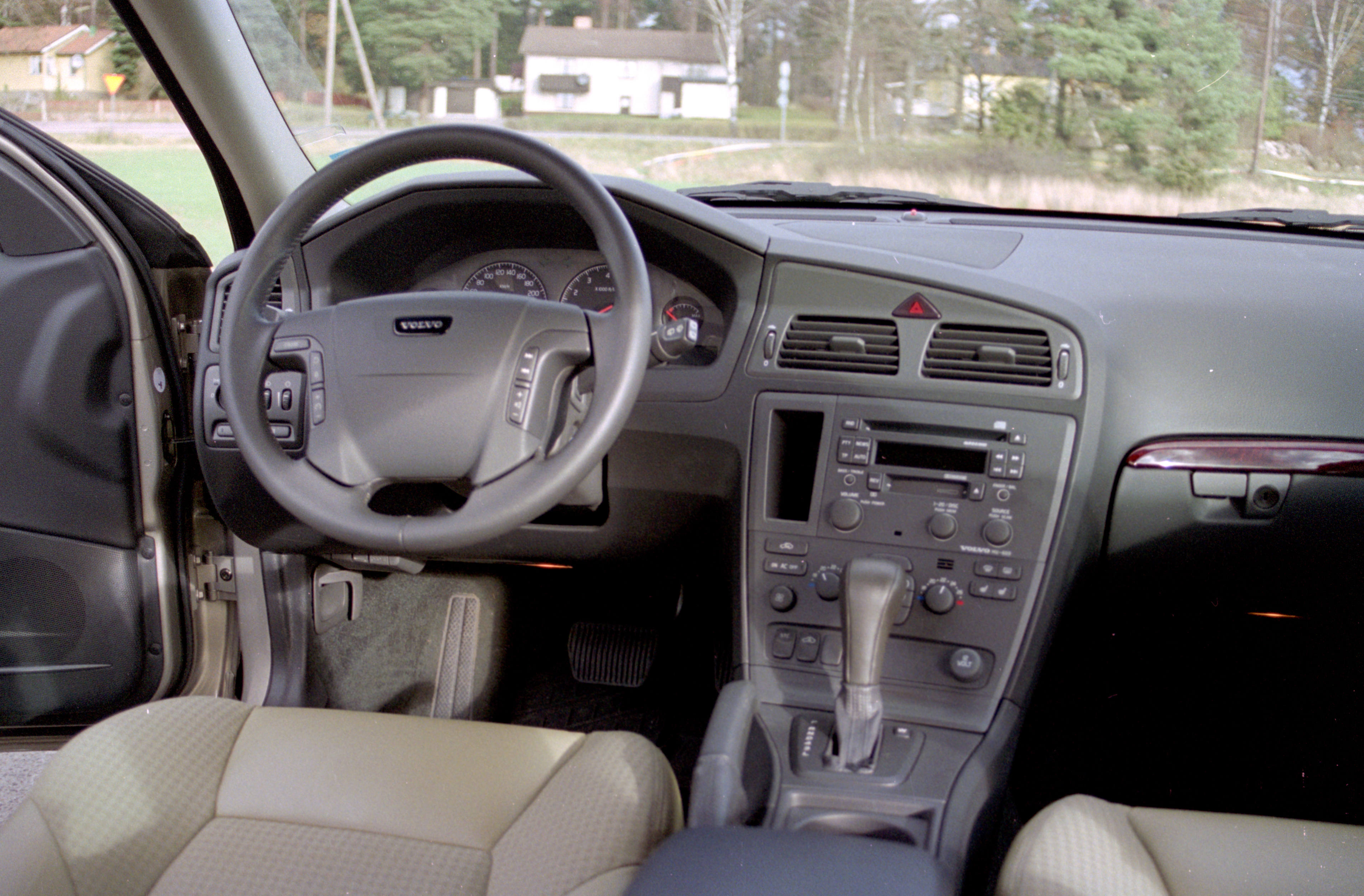

На початку 2000 року Volvo V70 XC був замінений на XC70, що збудований на основі V70 другого покоління, з високо піднятим кузовом, великими пластиковими накладками і повним приводом. Автомобіль комплектувався бензиновим п'ятициліндровим двигуном об'ємом 2,4 літра, потужністю 200 к.с. (147 кВт).
В 2002 році бензиновий двигун 2,4Т було замінено на п'ятициліндровий 2,5Т потужністю 210 к.с. (154 кВт), крім того, в програмі з'явився дизельний п'ятициліндровий двигун об'ємом 2,4 л потужністю 163 к.с. (120 кВт).
З 2000 по 2002 рік автомобіль комплектувався в'язкою муфтою.
З 2003 по травень 2006 року автомобіль комплектувався муфтою Haldex 2-го покоління.
З червня 2006 по 2007 рік на автомобіль встановлювали муфту Haldex 3-го покоління.

### Двигуни

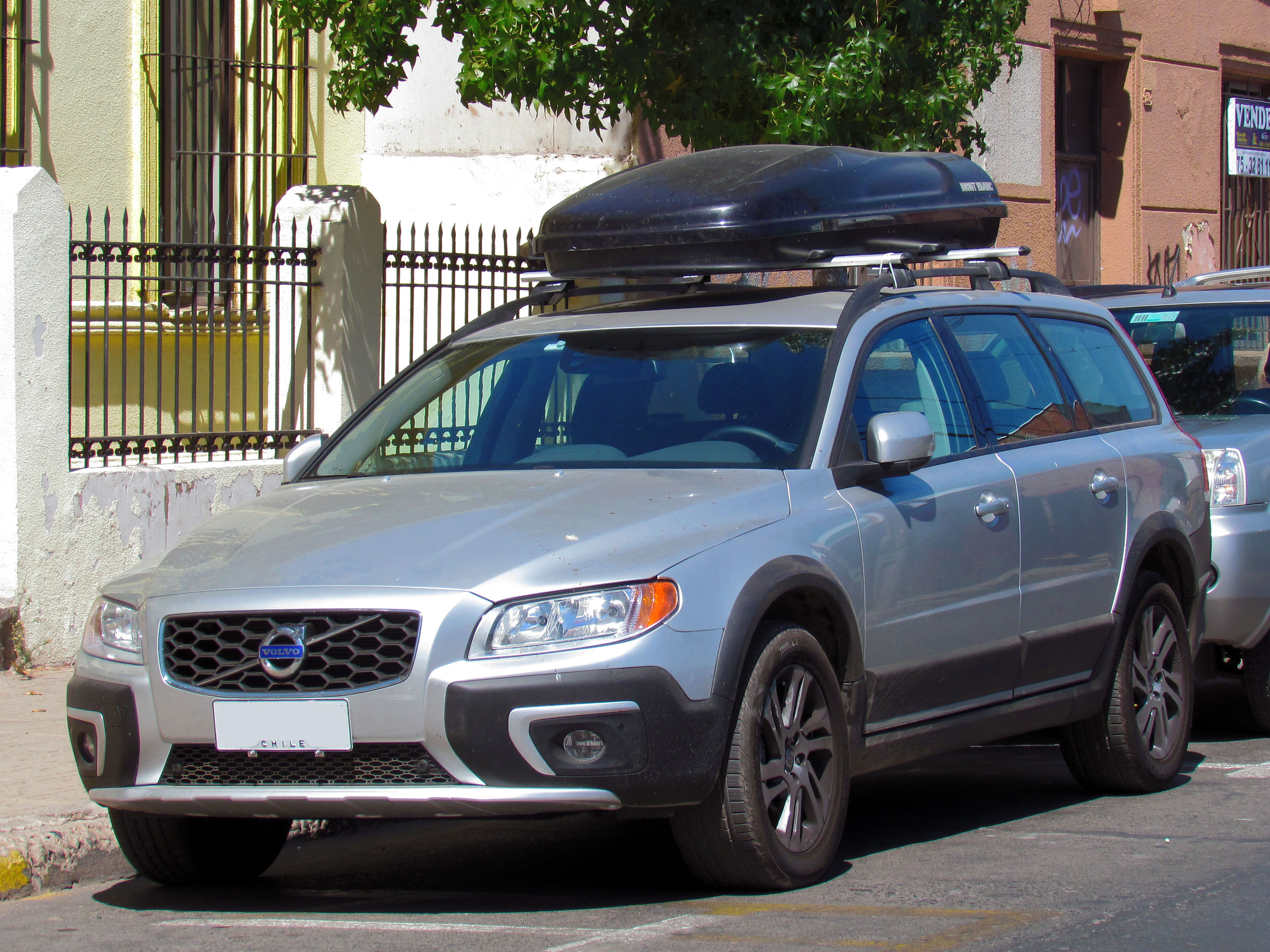
Volvo XC70 (2013–2016)

- 2,4 л, п'ятициліндровий з турбонаддувом об'ємом 2435 см3 потужністю 200 к.с. (147 кВт), 2000–2002
- 2,5 л, п'ятициліндровий з турбонаддувом об'ємом 2521 см3 потужністю 210 к.с. (154 кВт), 2002–2007
- 2.4 л, п'ятициліндровий турбодизель об'ємом 2401 см3 потужністю 163 к.с. (120 кВт), 2002–2006
- 2,4 л (D5), п'ятициліндровий турбодизель об'ємом 2401 см3 потужністю 163—185 к.с. (120—136 кВт), 2005–2007

### Рестайлінг 2004
Восени 2004 року XC70 модернізували, автомобіль отримав нові бічні габаритні вогні, алюмінієвий передній і задній фартухи та більш обтічний передній бампер. Крім того, в інтер'єрі змінена центральна консоль та приладова панель.
У 2006 році додано дизельний двигун 2,4 л потужністю 185 к.с. (136 кВт).

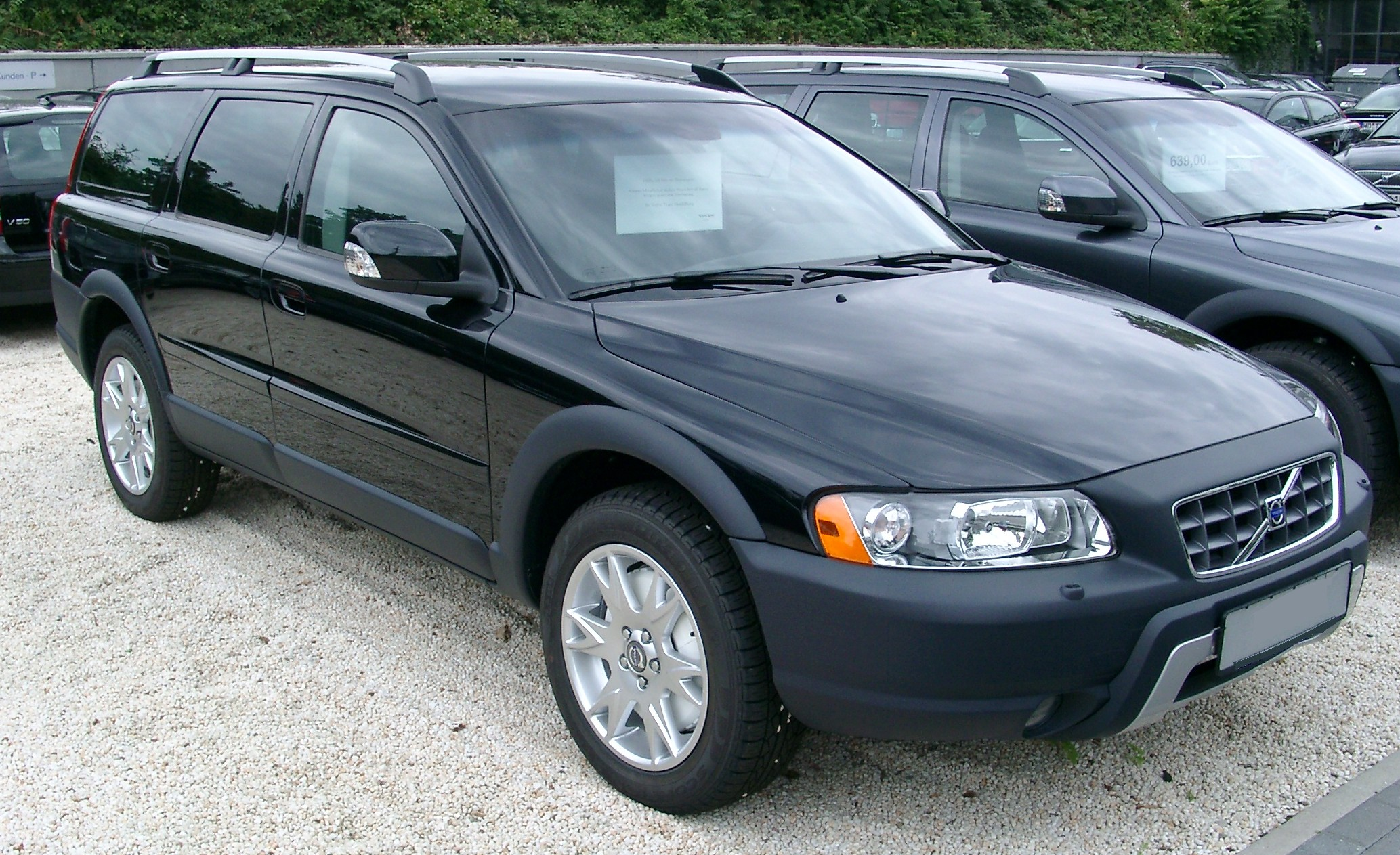
Volvo XC70 1 (2004-2007)
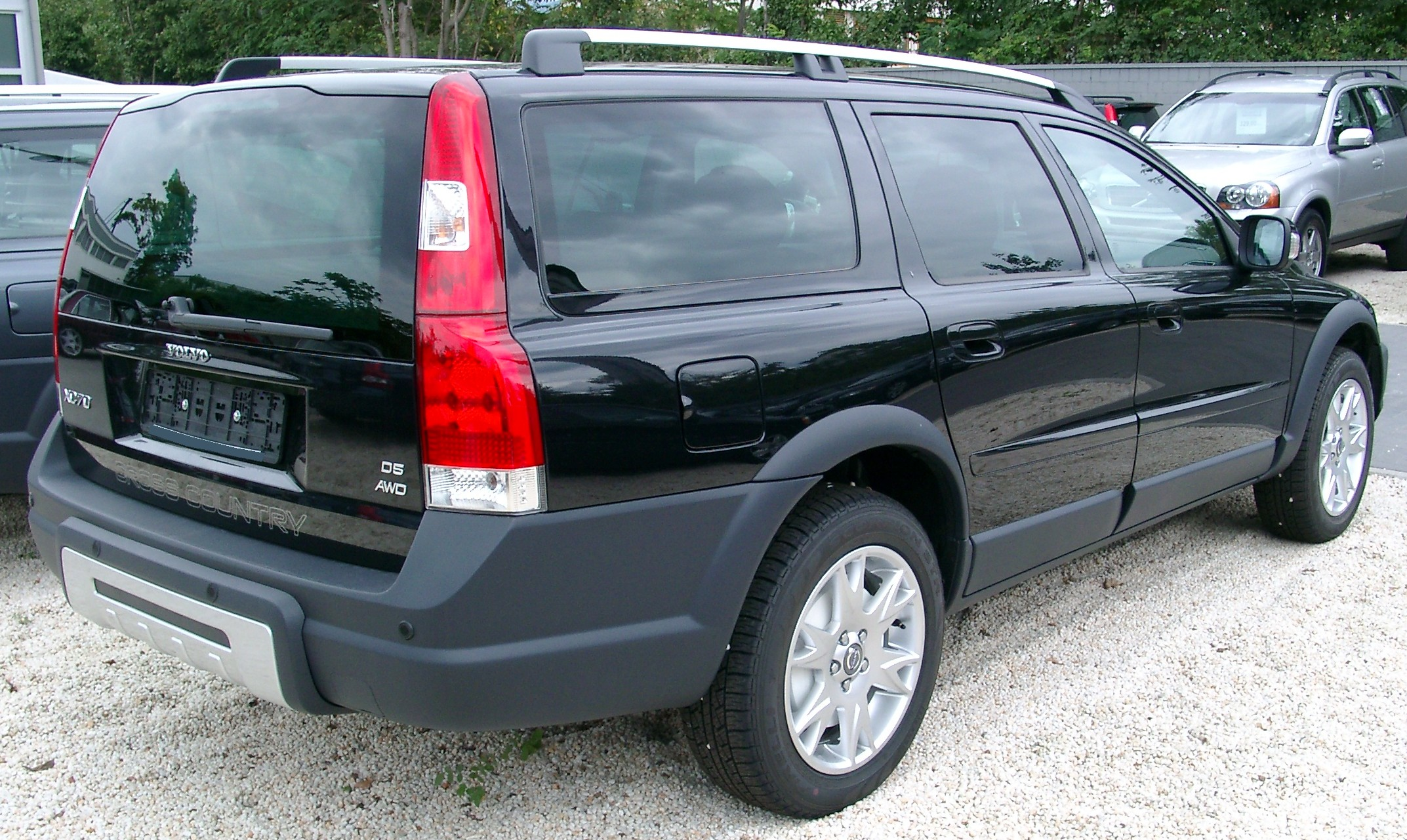
Volvo XC70 1 (2004-2007)

## XC70 тип P24 (2007–2016)

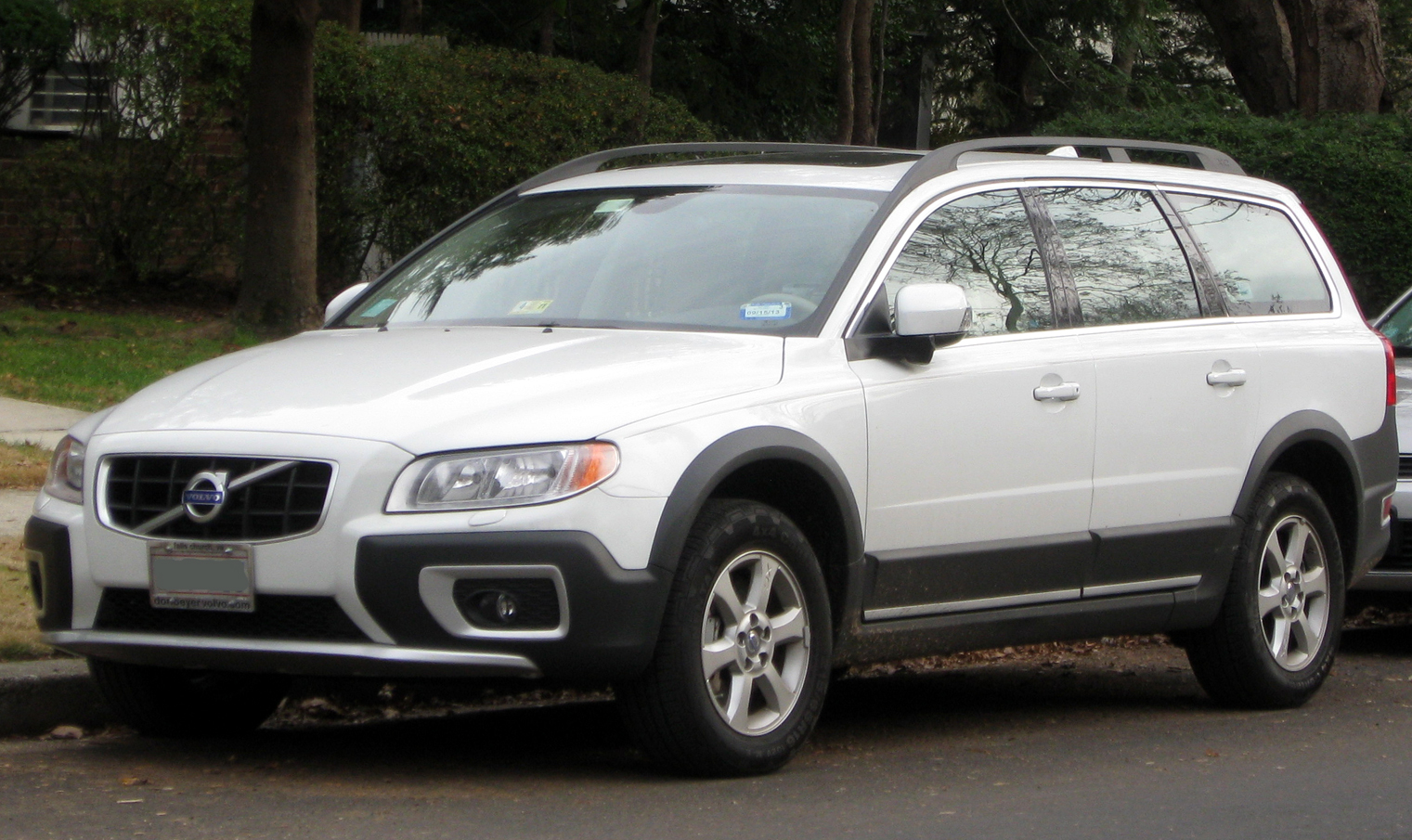
Volvo XC70 2 (2007–2013)

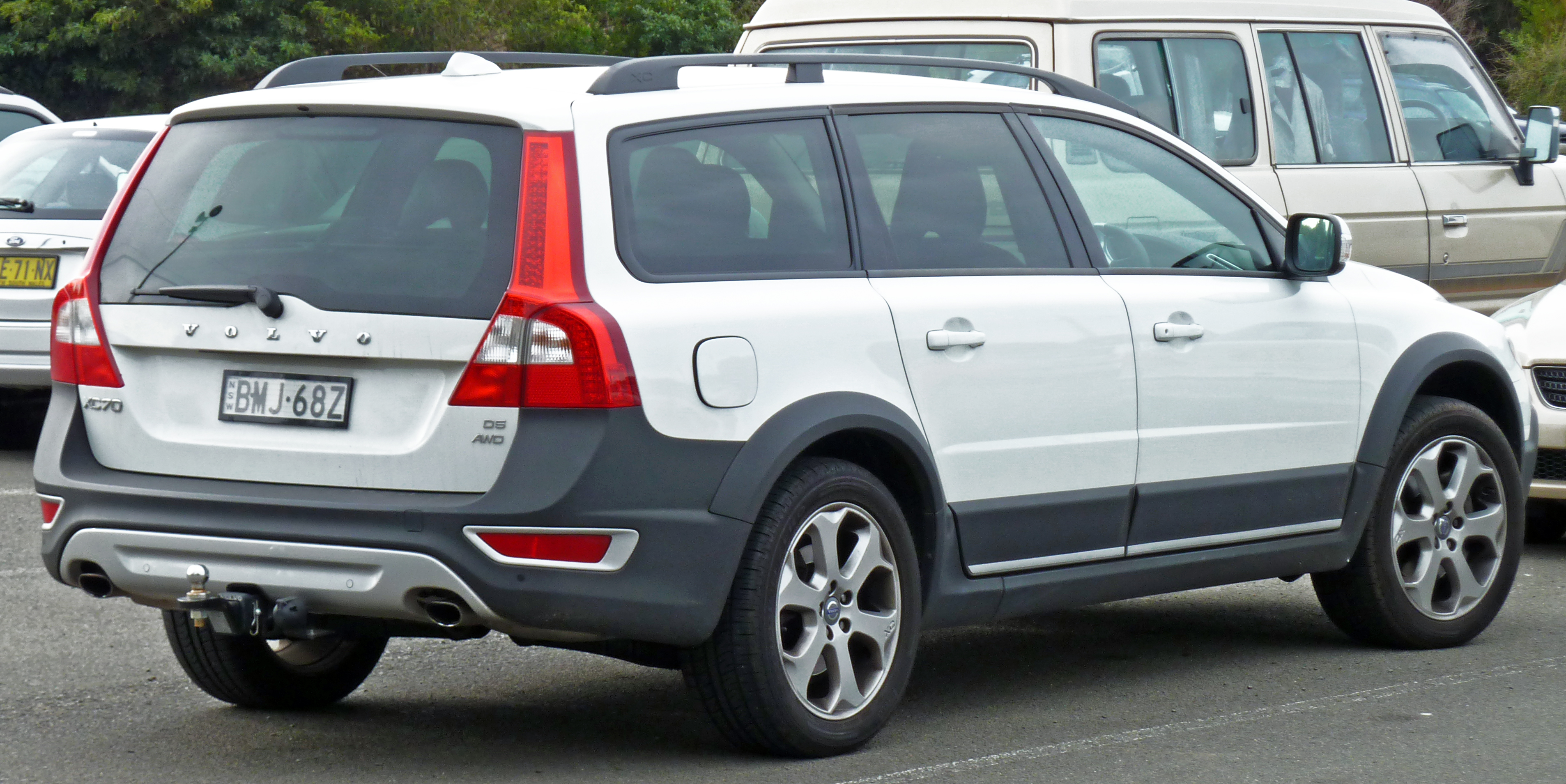
Volvo XC70 2 (2007–2013)

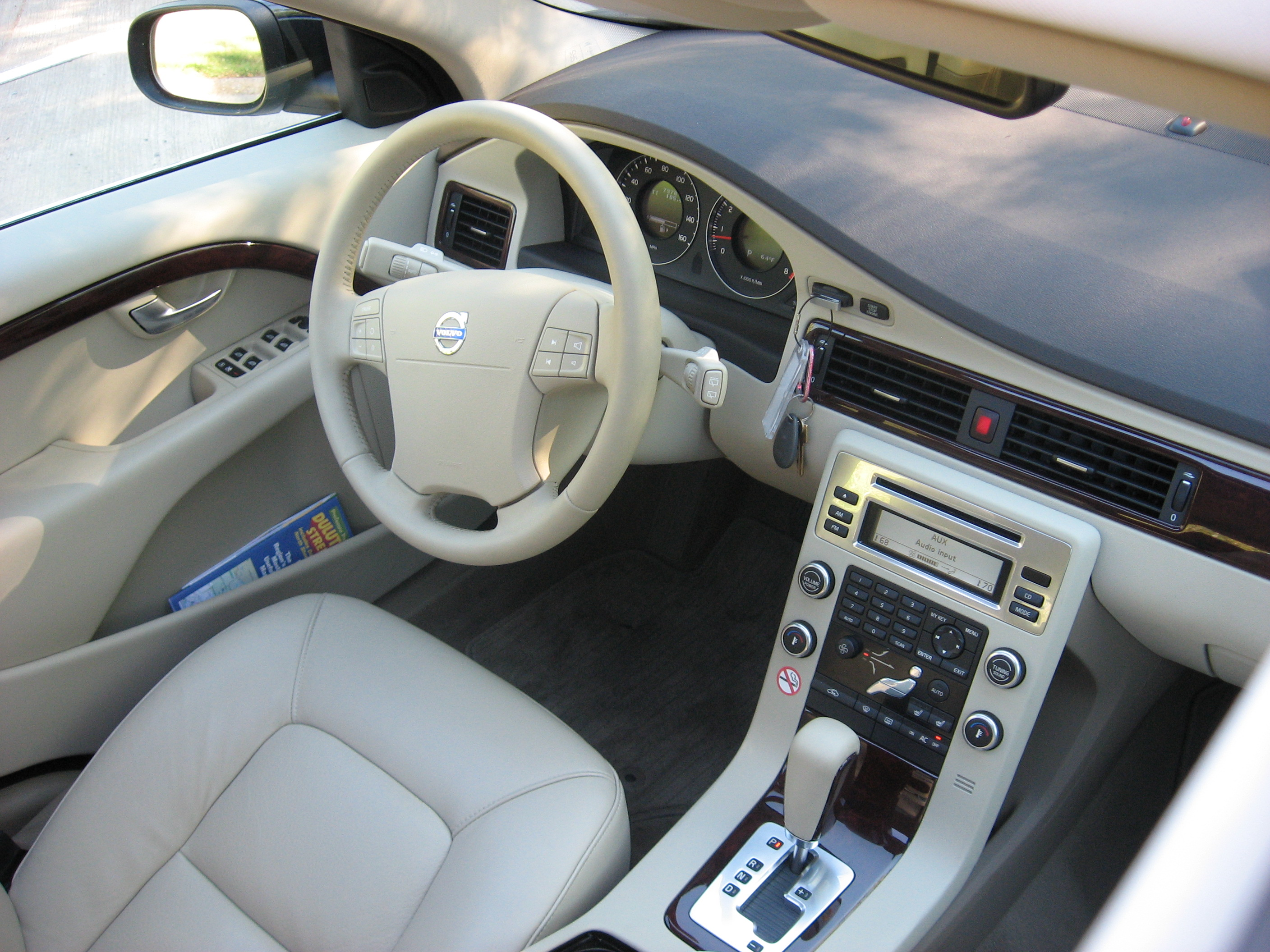

В 2007 році представлено друге покоління XC70, розроблене на основі V70 третього покоління. Автомобіль комплектується муфтою Haldex 4-го покоління. XC70 разом з V70 та S80 виготовляється на заводі Вольво в Гетеборзі.

### Двигуни
Бензинові
- T6 3,0 л, шестициліндровий турбо об'ємом 2953 см3 потужністю 285 к.с. (210 кВт), 2008–2010
- T6 3,0 л, шестициліндровий турбо об'ємом 2953 см3 потужністю 304 к.с. (224 кВт), з 2010
- 3,2 л, шестициліндровий об'ємом 3192 см3 потужністю 238 к.с. (175 кВт), 2007–2008

Дизельні
- D3* / D4 2,0 л, п'ятициліндровий турбодизель об'ємом 1984 см3 потужністю 163 к.с. (120 кВт), з 2010
- D3* / D4 AWD 2.4 л, п'ятициліндровий турбодизель об'ємом 2400 см3 потужністю 163 к.с. (120 кВт), з 2010
- 2.4 л, п'ятициліндровий турбодизель об'ємом 2400 см3 потужністю 175 к.с. (129 кВт), 2009–2010
- 2.4 л, п'ятициліндровий турбодизель об'ємом 2400 см3 потужністю 185 к.с. (136 кВт), 2007–2009
- D5 AWD 2.4 л, п'ятициліндровий турбодизель об'ємом 2400 см3 потужністю 205 к.с. (151 кВт), крутний момент 420 Нм, 2009–2011
- D5 AWD 2.4 л, п'ятициліндровий турбодизель об'ємом 2400 см3 потужністю 215 к.с. (158 кВт), крутний момент 440 Нм, з 2011

*До квітня 2012 року позиціонувався як D3.

### Рестайлінг 2013
В 2013 році XC70 модернізували, змінивши зовнішній вигляд і оснащення.

### Рестайлінг 2016
Volvo XC70 у 2016 році зазнав всього кількох, але вагомих змін. Новими стандартними характеристиками стали 18-дюймові диски та підігрів передніх сидінь. Двигун 3,0 л з турбонаддувом та 3,2 л зі звичайним наддувом — більше не застосовуються у цьому автомобілі. Натомість їх замінив 5-циліндровий турбодвигун 2,5 л, запозичений у XC60. Даний двигун виробляє 250 к.с. та 360,6 Н-м крутильного моменту. Він скооперований зі 6-ступеневою автоматичною трансмісією. Тягова сила XC70 становить 1496,8 кг.  Щодо обладнання, то навіть у комплектації початкового рівня цей універсал пропонує своєму власнику досить багато благ. До складу базової версії авто входять: передні сидіння із підігрівом та електроприводом, система радіо AM/FM/CD/HD, потужністю 160 ватт та 8-ма динаміками з Bluetooth та USB синхронізацією, функція автоматичного гальмування City Safety, 18-дюймові литі диски та 7-дюймовий кольоровий дисплей. На наступних рівнях комплектації Ви знайдете такі характеристики, як: шкіряні сидіння, прозорий люк, електропривод дверей багажника, зручне складання переднього пасажирського сидіння, та камера заднього огляду, для допомоги паркуванню заднім ходом. 

## XC70 III (з 2025)
Назву XC70 було відроджено для плагін-гібридного кросовера з подовженим запасом ходу.